# Lycia grandis
Lycia grandis là một loài bướm đêm trong họ Geometridae.